# Honda VF 750 S V45 Sabre
Honda VF 750 S V 45 Sabre je motocykl kategorie naked bike, vyvinutý firmou Honda, vyráběný v letech 1982–1985.
Vidlicový motor má úhel válců 90°. Další modely byly chopper Honda VF 750 C Magna a cestovní Honda VF 750 F Interceptor.

## Technické parametry
- Pohotovostní hmotnost: 246 kg
- Maximální rychlost: 202 km/h